# Acontia insolatrix
Acontia insolatrix là một loài bướm đêm trong họ Noctuidae.